# Мартин Хелман
Мартин Едвард Хелман (енгл. Martin Edward Hellman; Њујорк, 2. октобар 1945) је амерички криптограф који је 2015. године, заједно са Витфилдом Дифијем, добио Тјурингову награду.